# Jan Beran
Jan Beran (4. srpna 1913, Uherčice – 6. února 2003, Brno) byl český a moravský fotograf a amatérský filmař.

## Život
Narodil se 4. srpna 1913 v Uherčicích jako syn učitele Jana Berana (* 1889) a Anny, rozené Bystrzonovské (* 1889). Vystudoval reálné gymnázium a výtvarnou výchovu na pedagogickém institutu v Brně. Do roku 1945 byl zaměstnán Zemském úřadě v Brně, od roku 1945 působil v Ústavu pro film a diapozitiv, dále ve Výzkumném ústavu pedagogickém, v letech 1959–1973 na Krajském kulturně osvětovém středisku v Brně jako metodik pro výtvarné obory a lektor. Od roku 1960 byl jedním z iniciátorů a hlavních organizátorů mezinárodní filmové soutěže Brněnská 16.
Jeho manželkou byla Božena Beranová, rozená Anschlagová (sňatek 12. 8. 1941).

## Dílo
Začal fotografovat v roce 1923. V roce 1937 se stal členem Klubu fotoamatérů v Brně. Záhy se propracoval mezi přední československé amatérské tvůrčí fotografy. Publikoval ve fotografických časopisech a obesílal výstavy, fotosalony a soutěže amatérských filmů. V roce 1949 své aktivity rozšířil do oblasti amatérského filmu, kde natočil více než 120 filmů. Soustředil se zejména na nearanžovanou, momentní exteriérovou fotografii a exteriérové portréty. V polovině šedesátých let se stal členem skupiny VOX – výrazného uměleckého sdružení dané dekády. Jejími členy byli také Miloš Budík, Antonín Hinšt, Karel Otto Hrubý, Vladimír Skoupil, Soňa Skoupilová a Josef Tichý. Společně vytvářeli výstavní soubory, např. Variace nebo Svět absurdit.
Byl členem Svazu českých fotografů.
Jeho fotografie jsou zastoupeny ve fotografické sbírce Moravské galerie v Brně, v archivu Svazu českých fotografů v Praze a ve sbírkovém fondu historického oddělení Moravského zemského muzea v Brně.